# 凤仪门建筑及雕塑
29°46′15.45″N 121°48′2.21″E / 29.7709583°N 121.8006139°E
凤仪门建筑及雕塑位于中国浙江省宁波市鄞州区东吴镇勤勇村，凤仪门建成于1974年，为进村的标志性建筑，由方石砌筑而成，为二层五开间顶面成城墙式的全石结构，外门楣上额“凤仪门”三个繁体大字，内额现为“做一个有理想有知识讲道德讲文明的人”的大字，次间为二层楼面，其中北梢间原为汽车室内站、次间和楼上为售票及售票员和驶机的工作及住宿房，南次梢间原为大队办公楼，现为村委会的附属房，雕塑位于仪门内正中，中塑凤凰，由水泥雕成，下为石砌花坛，是一种时代精神刻划的形象性雕塑，2010年9月公布为鄞州区文物保护单位。